# Simulium sakishimaense
Simulium sakishimaense es una especie de insecto del género Simulium, familia Simuliidae, orden Diptera.
Fue descrita científicamente por Takaoka, 1977.